# Stadtbezirk West (Saarbrücken)
Der Stadtbezirk West ist einer der vier Stadtbezirke der saarländischen Landeshauptstadt Saarbrücken. Seine vier Stadtteile und elf Distrikte zählen insgesamt 32.562 Einwohner (Stand: 31. Januar 2018).

## Geographie
Der Bezirk erstreckt sich von der südlichen Grenze Klarenthals an Petite-Rosselle im Warndt über die Saar bis zur Nordgrenze der Stadt Saarbrücken an Riegelsberg Süd. Weitere Nachbarorte sind Großrosseln (im Süden) Püttlingen, Völklingen (beide im Westen), sowie der Stadtbezirk Mitte und das französische Schœneck (beide östlich).

## Gliederung

### Altenkessel
Der 5474 Einwohner zählende Stadtteil entstand im 19. Jahrhundert als Bergarbeiterwohnort. 1929 wurde die Kirche St. Elisabeth erbaut.
Am 1. Januar 1974 wurde die Gemeinde Altenkessel in die Landeshauptstadt Saarbrücken und damit den Bezirk West eingegliedert.

#### Distrikte
- Großwald
- Neudorf
- Luisenthaler Glashütte
- die Colonie Altenkessel
- Rockershausen

### Burbach
Der einwohner- wie flächenmäßig größte Stadtteil (15.431 Einwohner) und als Sitz der Bezirksverwaltung West, ist hauptsächlich durch die Burbacher Hütte gewachsen. Heute stellt er einen sozialen Brennpunkt dar.

#### Distrikte
- Hochstraße
- Ottstraße
- Füllengarten
- Matzenberg
- Von der Heydt

### Gersweiler-Klarenthal
Der zusammengewachsene Ballungsraum Gersweiler-Klarenthal am linken Saarufer des Bezirks West besteht aus den ehemaligen Gemeinden Gersweiler und dem sich zuvor davon unabhängig erklärten Klarenthal-Krughütte.

#### Gersweiler
Gersweiler ist das mit 6295 Einwohnern knapp größere, östliche Teilgebiet, das seit ca. 1110 existiert.

##### Distrikte
- Neu-Aschbach (Gersweiler Teil) im Norden
- Gersweiler Mitte im Süden und Südosten
- Ottenhausen im Westen
- Siedlung (heute meist zu Ottenhausen) im Nordwesten
- Stangenmühle (heute meist zu Ottenhausen) im äußersten Südwesten

#### Klarenthal
Klarenthal (bei der Gründung Clarathal) ist mit 5362 Einwohnern etwas kleiner und etwa 550 Jahre jünger als die Muttergemeinde Gersweiler.

##### Distrikte
- Neu-Aschbach (Klarenthaler Teil) im Westen
- Krughütte im Zentrum
- Klarenthal im Nordosten
- Dellbrückschacht im Osten und Südosten
- Krughütte Süd (heute meist zu Krughütte) im Süden

#### Grenzziehung
Im Zuge der Unabhängigkeit Klarenthals von Gersweiler war die Festlegung der Grenzen teilweise auf private Interessen ausgelegt, weshalb die Grenze heutzutage in der Wahrnehmung der Bevölkerung etwas verschieden von der politischen Grenze ist. Die politische Grenze beginnt ca. 2 km westlich der Grenze zum französischen Schœneck (das daher nur de facto an seine Partnergemeinde Klarenthal grenzt) und verläuft in nördlicher Richtung von Petite-Rosselle durch das vollständig zu Gersweiler gehörende Waldgebiet südlich von Klarenthal bis zur Klarenthaler Straße Am Bruch. Von dort aus in Ostrichtung parallel zum Friedhof Krughütte, dann nach Norden entlang eines Waldwegs, schließlich an zuvor genanntem Friedhof entlang in die Straße Am Ziegelhof, deren Mittelstreifen 250 m gen Westen mit der Grenzziehung identisch ist. Im Anschluss verläuft die Grenze Richtung Süd-Osten zuerst mitten durch ein Grundstück und anschließend über die Mitte der Straßen Tulpenstraße und Weidenstraße sowie einer Gasse. Dann entlang einer Grundstücksgrenze und durch die Mitte der Straße Am Aschbacherhof Richtung Kreisstraße (L274). Ab hier verläuft die Grenze seit einer Grenzkorrektur 1972 mittig durch diese bis zur Kokereistraße (L163), wo die Grenze Richtung Norden erneut der Straßenmitte (d. h. der Mitte des Linksabbiegerstreifens) folgt. Klarenthal endet an einer Eisenbahnbrücke der Rosseltalbahn, Gersweiler verläuft weiter Richtung Norden und findet seine Nordbegrenzung in der Flussmitte der Saar (mit der Ausnahme der Luisenthaler Brücke, die vollständig zum namensgebenden Völklinger Stadtteil Luisenthal gehört, sowie der Schleuse Luisenthal, die entgegen ihrem Namen mit beiden Ufern zu Gersweiler gehört und auch sonst vollständig vom Saarbrücker Stadtteil Burbach umschlossen ist.)

## Bezirksrat
Der alle fünf Jahre gewählte Bezirksrat West nimmt verschiedene Aufgaben war. Seine primären Rechte sind das Vorschlagsrecht bei den Stadtbezirk betreffenden Angelegenheiten, das Recht auf Anhörung vor Beschlussfassung des Stadtrates oder der Ausschüsse in diversen Fällen sowie das Entscheidungsrecht, sofern Stadtrat oder Bürgermeister nicht ausschließlich zuständig sind.

### Zusammensetzung
- Linke: 1
- SPD: 8
- Grüne: 1
- CDU: 6
- AfD: 5

### Bezirksbürgermeister und Bezirksbeigeordneter
Bezirksbürgermeister und damit Vorsitzender des Bezirksrates ist  Hans-Jürgen Altes (CDU). Bezirksbeigeordneter ist Werner Schwaben (AfD).

## Besonderheiten

### Völklinger Einfluss
Historisch betrachtet umfasst der heutige Bezirk West Teile des Völklinger Einflussbereichs. Vor der Gebietsreform 1974 wurde die kleineren Gemeinden Altenkessel und Klarenthal im Landkreis Saarbrücken der nächstgrößeren Stadt des Kreises zugeordnet – da Saarbrücken eine kreisfreie Stadt war, war dies Völklingen. Daher werden die beiden heutigen Stadtteile teilweise vom Völklinger Busunternehmen bedient, Völklinger Taxis sehen Fahrten nach Altenkessel oder Klarenthal tariflich nicht als „die Stadt verlassen“ an; entsprechende Umschläge werden erst ab Gersweiler/Burbach fällig. Früher wurden sie auch von der Stadtwerke Völklingen versorgt.

#### Vorwahlen
Während Gersweiler und Burbach sich mit dem restlichen Stadtgebiet Saarbrückens (abgesehen von Ensheim, Bübingen und Dudweiler) die Vorwahl 0681 teilen, haben Klarenthal und Altenkessel die Völklinger Vorwahl 06898. Die beruht darauf, dass man vor der Eingemeindung der Orte die Grenze „in der Mitte“ der beiden Städte setzte.